# Српски фолклор
Српски фолклор је збирни назив за дела српског народног стваралаштва која су се преносила са колена на колено у виду песама или легенди. Српски фолклор се заснива и на традиционалној словенској митологији претхришћанског доба и на православној хришћанској култури (од покрштавања Србије и превода Светог писма на словенске језике од стране Ћирила и Методија). Српски фолклор је привукао пажњу многих писаца и културних личности у Европи: књижевна дела су превођена на многе језике света, на њиховој основи настала су многа друга дела енглеске, немачке, француске, пољске, руске књижевности и књижевности других земаља и народа.

## Фолклор
Апостоле Словена, Ћирила и Методија, српски православни хришћани поштују од христијанизације 867., историчари су их сматрали Србима.

У Крајишту и на Власини постоје епске приче о истребљењу римског мужјака у бици, и о досељавању Руса (Анта).

### Српска епска поезија
Српска епска поезија је облик епске поезије Срба који потиче из данашње Србије, Босне и Херцеговине и Црне Горе, где су живели Срби. Главне циклусе сачинили су непознати српски аутори између 14. и 19. века. Они се углавном баве историјским догађајима и личностима.
Корпус српске епске поезије подељен је на циклусе:
- Неисторијски циклус
- Преткосовски циклус, песме о догађајима који претходе Косовском боју, песме о царској породици Немањића и народне песме
- Циклус Краљевића Марка
- Косовски циклус, песме о догађајима који су се десили непосредно пре и после Косовске битке.
- Покосовски циклус, песме о послератним догађајима
- Песме о ослобођењу Србије
- Песме о ослобођењу Црне Горе

#### Врсте епске поезије
Епска поезија има велику улогу у српском фолклору. Одликује се богатством заплета и слика, високим уметничким и поетским стилом. Важан део епа су младалачке песме о најважнијим догађајима у историји и подвизима народних јунака - песме митолошког или легендарног садржаја (на пример, „Змија младожења”). Извођачи младалачких песама су гуслари, који изводе песме уз пратњу гусли. Друга врста песама су песме о хајдуцима, које се разликују од претходних песама по томе што се хајдуци у песмама увек боре заједно са четом.
У српској епици честе су лирско-епске песме (причалице), сличне породичним и љубавним песмама, али их карактерише десетерац, епски стих. У лирским песмама чест је стих од осам слогова, иако има и оних од 5 и 14 слогова. Најпознатије песме су о љубави Омера и Мериме, о Хасанагиници и о женидби бега Љубовића, у којима има одека митолошких идеја. Други интерес су тужбалице, које се деле на јадиковке јуначке садржине (о борби против турске најезде и хајдука), у чијем средишту је јунак пао у борби, и породичне и свакодневне (о породичним трагедијама), које одражавају смрт вољене особе.
Обредна поезија Србије обухвата свадбене песме, народна кола са обредима, разне песме о величању годишњих доба (лазаричке, краљичке, ђурђевданске), као и песме за Масленицу на истоку и југу Србије. Љубавне песме су распрострањене: на западу Србије и у Санџаку уобичајене су босанско-муслиманске „севдалинке” са оријенталним примесама.
Од српских бајки чешће су свакодневне бајке са сналажљивим главним ликовима, сатира у бајкама уперена је против свештеника, монаха и турске власти. Бајке-вицеви преносе локалну боју, одликују се краткоћом и експресивношћу наратива, као и духовитошћу. Бајке о животињама нису много честе, али постоје и бајке које величају јунаке из народа који се одликује својом интелигенцијом, храброшћу, талентом и добротом („Девојка цара надмудрила“, „Краљ и пастир“, „Све, све, али занат”). Данас се бајке причају углавном деци. Постоје и легенде о Марку Краљевићу, Милошу Обилићу, „проклетој Јерини“ (супрузи деспота Ђураја Бранковића) и о локалним знаменитостима.

### Народна музика
Српске народне песме певају се на један или два гласа, мада има и хорског певања. Постоје сеоске и градске народне песме. Музички инструменти су тамбура, разни дувачки инструменти (укључујући кавал), мандолина и гусле. Српски стил у народној музици стварали су композитори Ј. Маринковић, С. Мокрањац, П. Костић, Б. Јоксимовић, С. Христић, П. Коњовићи и др.

### Народне игре
У Србији је популарно коло, иако има доста соло и парних плесова. Године 1948. у Србији је било 1668 различитих игара. Постоје ритуални плесови (додола, лазарица, колида, крсиница), игре са мимиком (паун), стари плесови (тројанац, ђурђевка), моравац и многи други. Након Народноослободилачког рата појавило се неколико нових варијетета кола, по узору на старе босанске и црногорске игре, уз које се певају партизанске песме. Коло се игра уз пратњу хармонике или у ритму стопала.
Фестивали народних игара и песама развили су се за време СФРЈ: фолклорни ансамбли Студентског друштва Бранко Крсмановић и Омладинског културног друштва Иво Лола Рибар постали су познати у Југославији. А Србија добија и свој национални ансамбл Коло.